# Humbauville

Humbauville este o comună în departamentul Marne, Franța. În 2009 avea o populație de 73 de locuitori.